# Danh sách tiểu hành tinh: 14001–14100
| Tên                  | Tên đầu tiên | Ngày phát hiện       | Nơi phát hiện                   | Người phát hiện                                  |
| -------------------- | ------------ | -------------------- | ------------------------------- | ------------------------------------------------ |
| 14001 -              | 1993 KR      | 26 tháng 5 năm 1993  | Kiyosato                        | S. Otomo                                         |
| 14002 -              | 1993 LW1     | 15 tháng 6 năm 1993  | Palomar                         | H. E. Holt                                       |
| 14003 -              | 1993 OO4     | 20 tháng 7 năm 1993  | La Silla                        | E. W. Elst                                       |
| 14004 Chikama        | 1993 SK2     | 19 tháng 9 năm 1993  | Kitami                          | K. Endate, K. Watanabe                           |
| 14005 -              | 1993 SO3     | 22 tháng 9 năm 1993  | Mérida                          | O. A. Naranjo                                    |
| 14006 Sakamotofumio  | 1993 SA4     | 18 tháng 9 năm 1993  | Kitami                          | K. Endate, K. Watanabe                           |
| 14007 -              | 1993 TH14    | 9 tháng 10 năm 1993  | La Silla                        | E. W. Elst                                       |
| 14008 -              | 1993 TD17    | 9 tháng 10 năm 1993  | La Silla                        | E. W. Elst                                       |
| 14009 -              | 1993 TQ36    | 13 tháng 10 năm 1993 | Palomar                         | H. E. Holt                                       |
| 14010 -              | 1993 UL      | 16 tháng 10 năm 1993 | Kitami                          | K. Endate, K. Watanabe                           |
| 14011 -              | 1993 US      | 22 tháng 10 năm 1993 | Oohira                          | T. Urata                                         |
| 14012 -              | 1993 XG      | 6 tháng 12 năm 1993  | Geisei                          | T. Seki                                          |
| 14013 -              | 1993 YF      | 17 tháng 12 năm 1993 | Oizumi                          | T. Kobayashi                                     |
| 14014 Münchhausen    | 1994 AL16    | 14 tháng 1 năm 1994  | Đài quan sát Tautenburg         | F. Börngen                                       |
| 14015 -              | 1994 BD4     | 16 tháng 1 năm 1994  | Caussols                        | E. W. Elst, C. Pollas                            |
| 14016 Steller        | 1994 BJ4     | 16 tháng 1 năm 1994  | Caussols                        | E. W. Elst, C. Pollas                            |
| 14017 -              | 1994 NS      | 4 tháng 7 năm 1994   | Nachi-Katsuura                  | Y. Shimizu, T. Urata                             |
| 14018 -              | 1994 PM14    | 10 tháng 8 năm 1994  | La Silla                        | E. W. Elst                                       |
| 14019 -              | 1994 PP16    | 10 tháng 8 năm 1994  | La Silla                        | E. W. Elst                                       |
| 14020 -              | 1994 PE18    | 10 tháng 8 năm 1994  | La Silla                        | E. W. Elst                                       |
| 14021 -              | 1994 PL20    | 12 tháng 8 năm 1994  | La Silla                        | E. W. Elst                                       |
| 14022 -              | 1994 PW27    | 12 tháng 8 năm 1994  | La Silla                        | E. W. Elst                                       |
| 14023 -              | 1994 PX31    | 12 tháng 8 năm 1994  | La Silla                        | E. W. Elst                                       |
| 14024 Procol Harum   | 1994 RZ      | 9 tháng 9 năm 1994   | Sormano                         | P. Sicoli, P. Ghezzi                             |
| 14025 Fallada        | 1994 RR11    | 2 tháng 9 năm 1994   | Đài quan sát Tautenburg         | F. Börngen                                       |
| 14026 Esquerdo       | 1994 ST7     | 28 tháng 9 năm 1994  | Kitt Peak                       | Spacewatch                                       |
| 14027 -              | 1994 TJ1     | 2 tháng 10 năm 1994  | Kitami                          | K. Endate, K. Watanabe                           |
| 14028 -              | 1994 TZ14    | 5 tháng 10 năm 1994  | Kitami                          | K. Endate, K. Watanabe                           |
| 14029 -              | 1994 UC1     | 31 tháng 10 năm 1994 | Nachi-Katsuura                  | Y. Shimizu, T. Urata                             |
| 14030 -              | 1994 UP1     | 25 tháng 10 năm 1994 | Kushiro                         | S. Ueda, H. Kaneda                               |
| 14031 -              | 1994 WF2     | 16 tháng 11 năm 1994 | Kitami                          | K. Endate, K. Watanabe                           |
| 14032 Mego           | 1994 XP      | 4 tháng 12 năm 1994  | Ayashi Station                  | M. Koishikawa                                    |
| 14033 -              | 1994 YR      | 28 tháng 12 năm 1994 | Oizumi                          | T. Kobayashi                                     |
| 14034 -              | 1995 BW      | 25 tháng 1 năm 1995  | Oizumi                          | T. Kobayashi                                     |
| 14035 -              | 1995 CJ      | 1 tháng 2 năm 1995   | Oizumi                          | T. Kobayashi                                     |
| 14036 -              | 1995 EY7     | 5 tháng 3 năm 1995   | Nyukasa                         | M. Hirasawa, S. Suzuki                           |
| 14037 -              | 1995 EZ7     | 5 tháng 3 năm 1995   | Nyukasa                         | M. Hirasawa, S. Suzuki                           |
| 14038 -              | 1995 HR      | 27 tháng 4 năm 1995  | Kushiro                         | S. Ueda, H. Kaneda                               |
| 14039 -              | 1995 KZ1     | 28 tháng 5 năm 1995  | Palomar                         | E. F. Helin                                      |
| 14040 Andrejka       | 1995 QD2     | 23 tháng 8 năm 1995  | Modra                           | A. Galád, A. Pravda                              |
| 14041 Dürrenmatt     | 1995 SO54    | 21 tháng 9 năm 1995  | Đài quan sát Tautenburg         | F. Börngen                                       |
| 14042 Agafonov       | 1995 UG5     | 16 tháng 10 năm 1995 | Zelenchukskaya                  | T. V. Kryachko                                   |
| 14043 -              | 1995 UA45    | 20 tháng 10 năm 1995 | Uenohara                        | N. Kawasato                                      |
| 14044 -              | 1995 VS1     | 1 tháng 11 năm 1995  | Kiyosato                        | S. Otomo                                         |
| 14045 -              | 1995 VW1     | 4 tháng 11 năm 1995  | Xinglong                        | Chương trình tiểu hành tinh Bắc Kinh Schmidt CCD |
| 14046 Keikai         | 1995 WE5     | 17 tháng 11 năm 1995 | Nanyo                           | T. Okuni                                         |
| 14047 -              | 1995 WG5     | 18 tháng 11 năm 1995 | Kitami                          | K. Endate, K. Watanabe                           |
| 14048 -              | 1995 WS7     | 27 tháng 11 năm 1995 | Oizumi                          | T. Kobayashi                                     |
| 14049 -              | 1995 XH1     | 15 tháng 12 năm 1995 | Oizumi                          | T. Kobayashi                                     |
| 14050 -              | 1995 YH1     | 21 tháng 12 năm 1995 | Oizumi                          | T. Kobayashi                                     |
| 14051 -              | 1995 YY1     | 21 tháng 12 năm 1995 | Oizumi                          | T. Kobayashi                                     |
| 14052 -              | 1995 YH3     | 27 tháng 12 năm 1995 | Oizumi                          | T. Kobayashi                                     |
| 14053 -              | 1995 YS25    | 27 tháng 12 năm 1995 | Đài thiên văn Bergisch Gladbach | W. Bickel                                        |
| 14054 Dušek          | 1996 AR      | 12 tháng 1 năm 1996  | Kleť                            | Kleť                                             |
| 14055 -              | 1996 AS      | 10 tháng 1 năm 1996  | Oizumi                          | T. Kobayashi                                     |
| 14056 Kainar         | 1996 AO1     | 13 tháng 1 năm 1996  | Kleť                            | Kleť                                             |
| 14057 Manfredstoll   | 1996 AV1     | 15 tháng 1 năm 1996  | Linz                            | E. Meyer, E. Obermair                            |
| 14058 -              | 1996 AP15    | 14 tháng 1 năm 1996  | Xinglong                        | Chương trình tiểu hành tinh Bắc Kinh Schmidt CCD |
| 14059 -              | 1996 BB2     | 25 tháng 1 năm 1996  | Oizumi                          | T. Kobayashi                                     |
| 14060 Patersonewen   | 1996 BM5     | 18 tháng 1 năm 1996  | Kitt Peak                       | Spacewatch                                       |
| 14061 -              | 1996 CT7     | 13 tháng 2 năm 1996  | Cima Ekar                       | U. Munari, M. Tombelli                           |
| 14062 Cremaschini    | 1996 CR8     | 14 tháng 2 năm 1996  | Cima Ekar                       | U. Munari, M. Tombelli                           |
| 14063 -              | 1996 DZ      | 21 tháng 2 năm 1996  | Oizumi                          | T. Kobayashi                                     |
| 14064 -              | 1996 DT3     | 16 tháng 2 năm 1996  | Caussols                        | E. W. Elst                                       |
| 14065 Flegel         | 1996 EY5     | 11 tháng 3 năm 1996  | Kitt Peak                       | Spacewatch                                       |
| 14066 -              | 1996 FA4     | 20 tháng 3 năm 1996  | Haleakala                       | AMOS                                             |
| 14067 -              | 1996 GY17    | 15 tháng 4 năm 1996  | La Silla                        | E. W. Elst                                       |
| 14068 Hauserová      | 1996 HP1     | 21 tháng 4 năm 1996  | Kleť                            | J. Tichá, M. Tichý                               |
| 14069 Krasheninnikov | 1996 HP18    | 18 tháng 4 năm 1996  | La Silla                        | E. W. Elst                                       |
| 14070 -              | 1996 JC1     | 14 tháng 5 năm 1996  | Haleakala                       | NEAT                                             |
| 14071 Gadabird       | 1996 JK13    | 11 tháng 5 năm 1996  | Kitt Peak                       | Spacewatch                                       |
| 14072 Volterra       | 1996 KN      | 21 tháng 5 năm 1996  | Prescott                        | P. G. Comba                                      |
| 14073 -              | 1996 KO1     | 17 tháng 5 năm 1996  | Xinglong                        | Chương trình tiểu hành tinh Bắc Kinh Schmidt CCD |
| 14074 Riccati        | 1996 NS      | 11 tháng 7 năm 1996  | Bologna                         | Osservatorio San Vittore                         |
| 14075 Kenwill        | 1996 OJ      | 18 tháng 7 năm 1996  | Rand                            | G. R. Viscome                                    |
| 14076 -              | 1996 OO1     | 20 tháng 7 năm 1996  | Xinglong                        | Chương trình tiểu hành tinh Bắc Kinh Schmidt CCD |
| 14077 Volfango       | 1996 PF1     | 9 tháng 8 năm 1996   | Stroncone                       | A. Vagnozzi                                      |
| 14078 -              | 1997 FQ3     | 31 tháng 3 năm 1997  | Socorro                         | LINEAR                                           |
| 14079 -              | 1997 FV3     | 31 tháng 3 năm 1997  | Socorro                         | LINEAR                                           |
| 14080 Heppenheim     | 1997 GB      | 1 tháng 4 năm 1997   | Starkenburg Observatory         | Starkenburg                                      |
| 14081 -              | 1997 GT18    | 3 tháng 4 năm 1997   | Socorro                         | LINEAR                                           |
| 14082 -              | 1997 GK21    | 6 tháng 4 năm 1997   | Socorro                         | LINEAR                                           |
| 14083 -              | 1997 GH22    | 6 tháng 4 năm 1997   | Socorro                         | LINEAR                                           |
| 14084 -              | 1997 GX23    | 6 tháng 4 năm 1997   | Socorro                         | LINEAR                                           |
| 14085 -              | 1997 GA37    | 3 tháng 4 năm 1997   | Socorro                         | LINEAR                                           |
| 14086 -              | 1997 GC38    | 6 tháng 4 năm 1997   | Socorro                         | LINEAR                                           |
| 14087 -              | 1997 HG10    | 30 tháng 4 năm 1997  | Socorro                         | LINEAR                                           |
| 14088 Ancus          | 1997 JB10    | 3 tháng 5 năm 1997   | Colleverde                      | V. S. Casulli                                    |
| 14089 -              | 1997 JC14    | 8 tháng 5 năm 1997   | Xinglong                        | Chương trình tiểu hành tinh Bắc Kinh Schmidt CCD |
| 14090 -              | 1997 MS3     | 28 tháng 6 năm 1997  | Socorro                         | LINEAR                                           |
| 14091 -              | 1997 MQ4     | 28 tháng 6 năm 1997  | Socorro                         | LINEAR                                           |
| 14092 Gaily          | 1997 MC8     | 29 tháng 6 năm 1997  | Kitt Peak                       | Spacewatch                                       |
| 14093 -              | 1997 OM      | 26 tháng 7 năm 1997  | Rand                            | G. R. Viscome                                    |
| 14094 Garneau        | 1997 OJ1     | 28 tháng 7 năm 1997  | Kitt Peak                       | Spacewatch                                       |
| 14095 -              | 1997 PE2     | 7 tháng 8 năm 1997   | Lake Clear                      | K. A. Williams                                   |
| 14096 -              | 1997 PC4     | 4 tháng 8 năm 1997   | Črni Vrh                        | H. Mikuž                                         |
| 14097 Capdepera      | 1997 PU4     | 11 tháng 8 năm 1997  | Majorca                         | À. López, R. Pacheco                             |
| 14098 Šimek          | 1997 QS      | 24 tháng 8 năm 1997  | Modra                           | A. Galád, A. Pravda                              |
| 14099 -              | 1997 RQ3     | 5 tháng 9 năm 1997   | Nachi-Katsuura                  | Y. Shimizu, T. Urata                             |
| 14100 Weierstrass    | 1997 RQ5     | 8 tháng 9 năm 1997   | Prescott                        | P. G. Comba                                      |